# Ауґустово (Мендзиходський повіт)
Ауґустово (пол. Augustowo) — село в Польщі, у гміні Квільч Мендзиходського повіту Великопольського воєводства.
Населення — 67 осіб (2011).
У 1975-1998 роках село належало до Познанського воєводства.

## Демографія
Демографічна структура станом на 31 березня 2011 року:
|          | Загалом | Допрацездатний вік | Працездатний вік | Постпрацездатний вік |
| -------- | ------- | ------------------ | ---------------- | -------------------- |
| Чоловіки | 36      | 8                  | 27               | 1                    |
| Жінки    | 31      | 10                 | 14               | 7                    |
| Разом    | 67      | 18                 | 41               | 8                    |